# Under the Queen’s Umbrella
Under the Queen's Umbrella (Originaltitel: 슈룹) ist eine koreanische Fernsehserie aus dem Jahr 2022.

## Handlung
Die Serie spielt während der Joseon-Dynastie, wobei alle Charaktere fiktiv sind.
Die Position und das Leben der Königin und ihrer Söhne ist in Gefahr, als der Kronprinz unerwartet stirbt. Die Auswahl des neuen Kronprinzen soll über ein Taekhyeon entschieden werden, einem Wettbewerb um den weisesten Nachfolger auszuwählen. Bei diesem Wettbewerb treten nicht nur die Söhne der Königin an, sondern auch die der Konkubinen. Die Königinwitwe, die den vormaligen Kronprinzen ermordete und ihren Sohn nach einem Taekhyeon auf den Thron brachte, versucht mit aller Kraft die ihr verhassten Söhne der Königin aus dem Rennen zu nehmen. Die Konkubinen versuchen auch mit allen Mitteln ihre Söhne auf den Thron zu bringen.

## Produktion und Veröffentlichung
Regie führte Kim Hyung-sik und das Drehbuch schrieb Park Ba-ra. Die Produzenten waren Park Jin-hyung und Son Jae-seong. Die Musik komponierten Kim Joon-seok und Jeong Se-rin. In der Hauptrolle spielen Kim Hye-soo, Chaerin, Kim Hae-sook, Choi Won-young und Choi Yoon-je. Die Dreharbeiten fanden in Mungyeong Saejae und in Jeonju Hanok statt.
Am 21. November 2022 wurde bekannt, dass der Schauspieler Moon Sang-min beim Dreh einer Actionszene Ende Oktober eine Gesichtsverletzung im unteren Teil seines linken Auges erlitt. Er wurde operiert und kehrte nach einigen Tagen ans Set zurück.
Die Serie wurde von 15. Oktober 2022 bis 4. Dezember 2022 auf TVN. Weltweit wurde die Serie am 19. November 2022 auf Netflix veröffentlicht.